# یواس‌اس مک‌دوگال (دی‌دی-۳۵۸)
یواس‌اس مک‌دوگال (دی‌دی-۳۵۸) (به انگلیسی: USS McDougal (DD-358)) یک کشتی بود که طول آن ۳۸۱ فوت ۱ اینچ (۱۱۶٫۱۵ متر) بود. این کشتی در سال ۱۹۳۶ ساخته شد.